# Helicostylis tomentosa
Helicostylis tomentosa ist ein Baum in der Familie der Maulbeergewächse aus dem mittleren bis nördlichen Südamerika bis ins südliche Mittelamerika.

## Beschreibung

### Vegetative Merkmale
Helicostylis tomentosa wächst als immergrüner Baum 20–30 Meter hoch. Der Baum führt einen giftigen, gelblichen Latex.
Die einfachen, kurz gestielten und leicht ledrigen Laubblätter sind elliptisch oder lanzettlich bis länglich. Sie sind bis 32 Zentimeter lang und bis 15 Zentimeter breit und unterseits heller. Der kurze Blattstiel ist etwa 1,5 Zentimeter lang. Die Blätter sind bespitzt bis zugespitzt und ganzrandig. Die Nervatur ist gefiedert und heller sowie unterseits erhaben. Die Blätter sind oberseits glänzend und schwach behaart oder leicht schuppig und unterseits etwas feinstruppig bis -filzig. Es sind kleine Nebenblätter vorhanden.

### Generative Merkmale
Helicostylis tomentosa ist ein- oder zweihäusig, getrennt- oder gemischtgeschlechtlich, diözisch oder monözisch. Es werden achselständige, eingeschlechtliche männliche und weibliche, kleine halbkugelige bis fastrunde und vielblütige Blütenstände ausgebildet. Die Blütenstände sind jeweils bis 8 Millimeter groß mit einem diskusförmigen Blütenboden mit vielen kleinen, haarigen Hüllblättern in mehreren Kreisen (4–8) und der kurze Blütenstandsstiel ist jeweils feinhaarig. Die gelblichen männlichen Blütenstände aus vielen Blüten stehen in größeren Gruppen zusammen. Die grünlichen weiblichen Blütenstände, aus bis 12–15 Blüten, stehen einzeln oder mit 1–2 männlichen zusammen. Die kleinen eingeschlechtlichen Blüten besitzen jeweils eine einfache, meist vierteilige, nur etwa 1,5–2 Millimeter lange, feinhaarige Blütenhülle.
Bei den weiblichen, meist fast sitzenden Blüten ist der Fruchtknoten (halb)oberständig, mit einem seitlichen, teils haarigen Griffel mit zwei langen fädigen, manchmal verdrillten, Narbenästen. Bei den männlichen, gestielten Blüten sind meist 4 Staubblätter vorhanden, selten sind 2 zu Staminodien umgebildet oder fehlen ganz.
Es werden etwa 3–5 Zentimeter große, orange bis gelbe und fleischige Scheinfrüchte oder Fruchtverbände gebildet. Sie bestehen aus dem fruchtenden, fleischigen Perianth und bis etwa 4–10 getrennten, kleinen, etwa 6–10 Millimeter großen, einsamigen Steinfrüchten mit einem gelatinösen Perikarp. Die braunen, glatten Steinkerne (Samen) sind etwa 5–9 Millimeter lang.

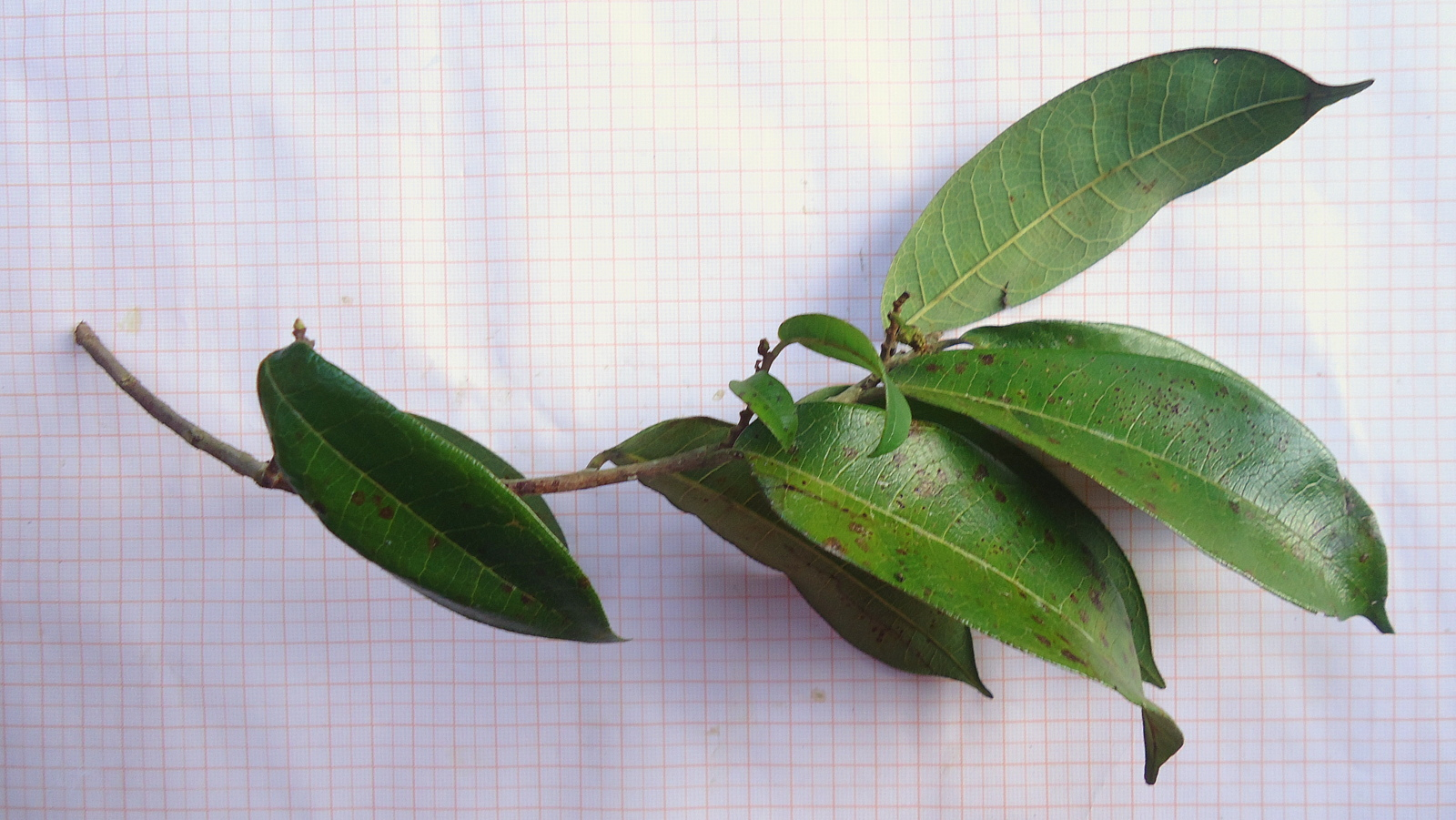
Blätter und Zweig
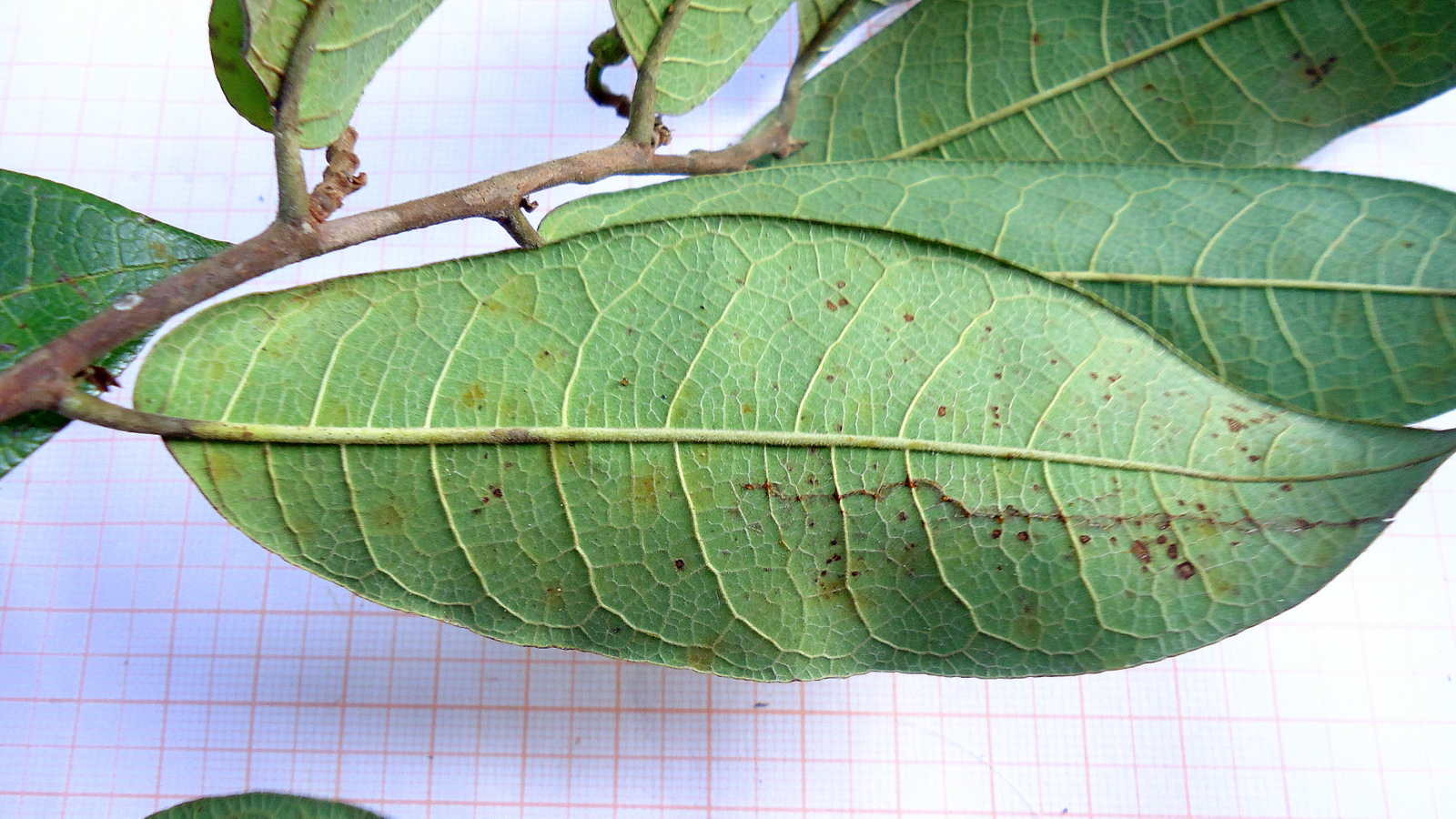
Unterseits erhabene Nervatur der Blätter
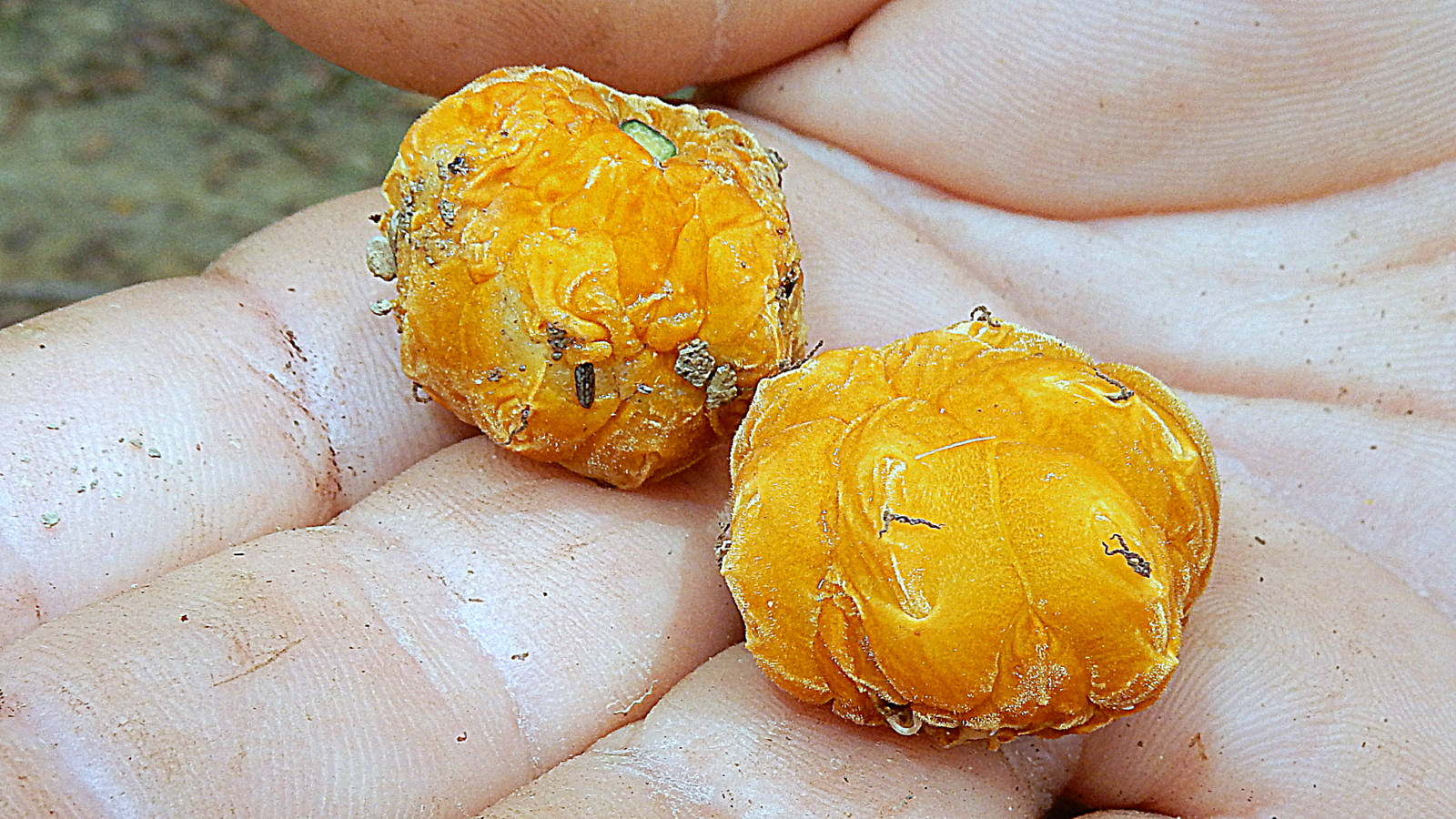
Fruchtverbände von Helicostylis tomentosa
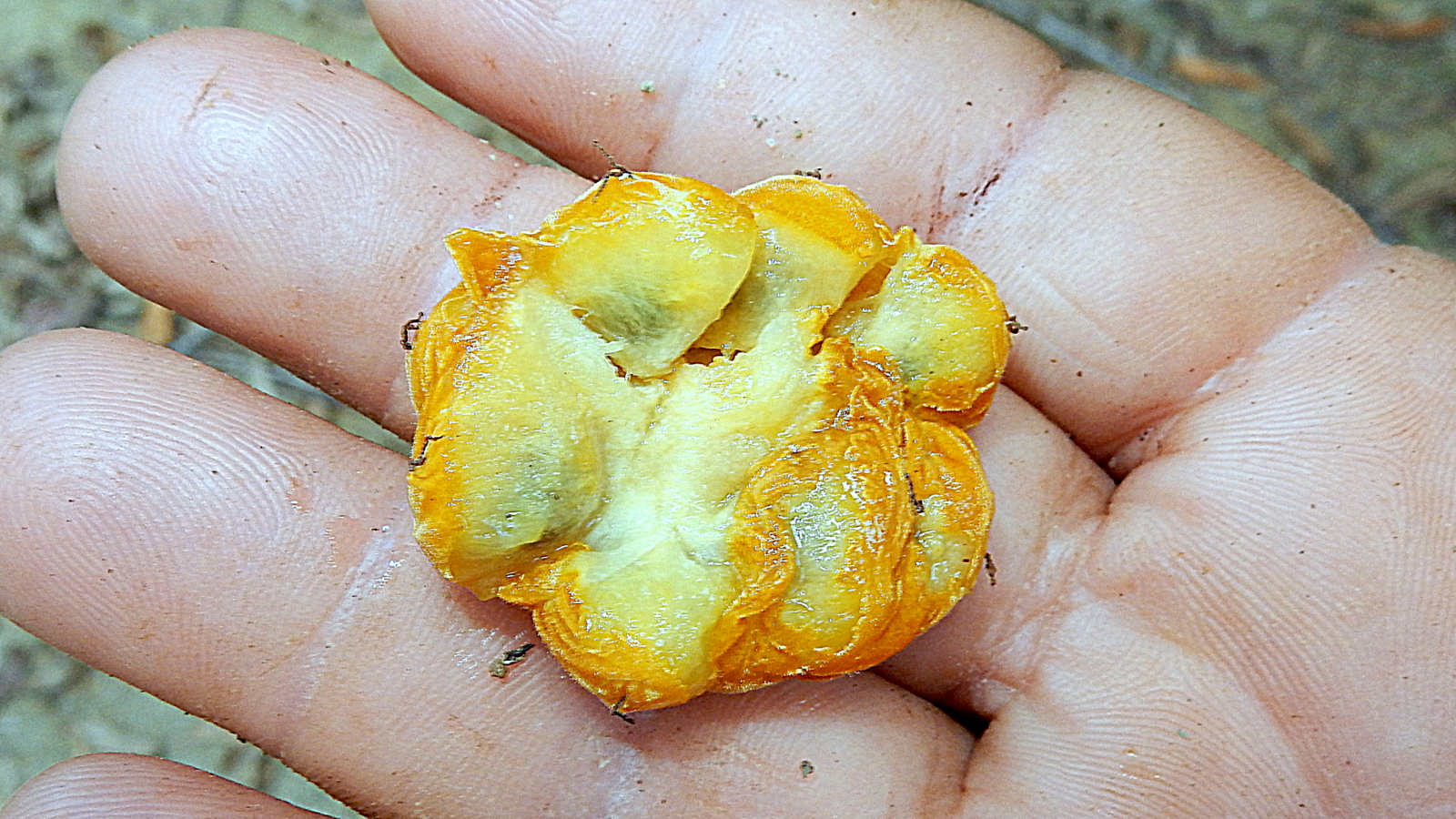
Offene Fruchtverbände mit den einzelnen Steinfrüchten
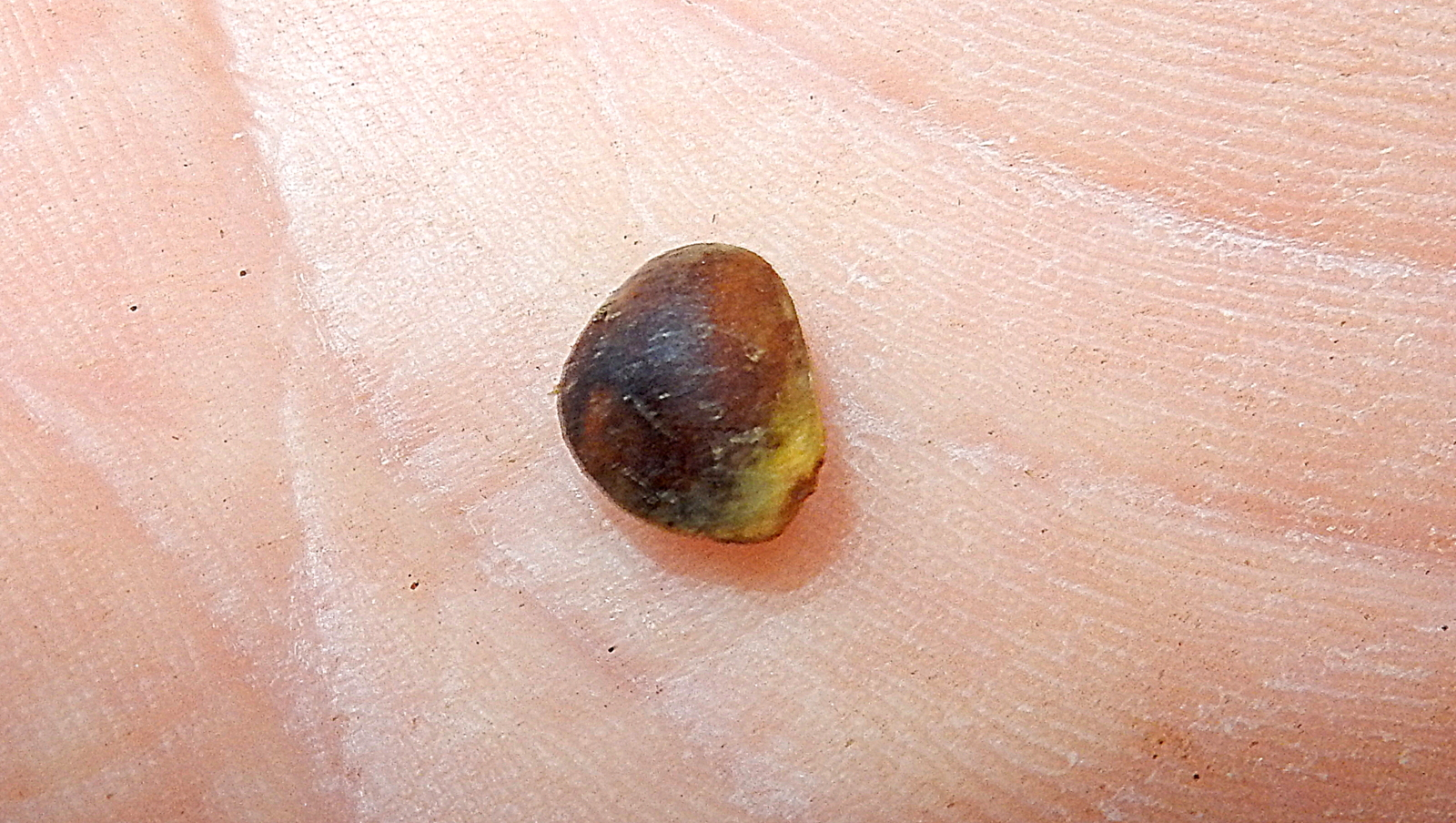
Steinkern (Samen)

## Systematik
Die Erstbeschreibung des Basionyms Olmedia tomentosa erfolgte 1838 durch Eduard Friedrich Poeppig und Stephan Ladislaus Endlicher in Nova Genera ac Species Plantarum 2: 32, t. 145. Die Umteilung in die neue Gattung Helicostylis erfolgt 1896 durch Henry Hurd Rusby in Memoirs of the Torrey Botanical Club 6(1): 120. Es sind einige Synonyme bekannt.

## Verwendung
Die Früchte sind süß, wohlschmeckend und essbar und die Rinde kann medizinisch verwendet werden. Das mittelharte Holz kann für verschiedene Anwendungen genutzt werden.